# Ulf Nordqvist
Ulf Nordqvist, född 1963 i Skellefteå, var bibliotekschef vid Kungliga Akademien för de fria konsterna mellan 1997 och 2020. Han var ordförande för ARLIS Norden (Art Libraries Society Norden) mellan 2004 och 2008.